# Pakuniran (Maesan)
Pakuniran is een bestuurslaag in het regentschap Bondowoso van de provincie Oost-Java, Indonesië. Pakuniran telt 3728 inwoners (volkstelling 2010).